# LZ-10 (Spanje)
De LZ-10 is een verkeersweg op het Spaanse eiland Lanzarote. De weg loopt vanuit de plaats Arrieta aan de oostkust, via Haría en Los Valles naar Teguise en Tahiche.
Het deel tussen Haría en Los Valles is smal met vele haarspeldbochten.
De normale route van Tahiche naar Arrieta gaat via de LZ-1.